# Aprazível
Aprazível é um distrito do município brasileiro de Sobral, no interior do estado do Ceará. Segundo o censo demográfico de 2022, realizado pelo Instituto Brasileiro de Geografia e Estatística (IBGE), sua população era de 2 162 habitantes e havia 752 domicílios particulares permanentes ocupados. Foi criado pela lei municipal nº 081 de 9 de dezembro de 1996.
De acordo com o IBGE, em 2010 a população era de 2 996 habitantes e havia 1 115 domicílios particulares.